# Храм Святих Рівноапостольних Костянтина та Олени
Церква Святих Рівноапостольних Костянтина та Олени — перший православний храм Сімферополя. Має назву на честь Костянтина Великого та його матері Олени.

## Опис храму
Храм Святих рівноапостольних Костянтина та Олени — одноповерхова будівля з 7 вікнами, центральні три з яких — напівциркульні. Карниз храму прикрашають яруси зубчиків, що поділяють будівлю на три частини.

## Історія храму
Після анексії Кримського ханства Російською імперією стара частина Сімферополя (Ак-Мечеть) була зайнята російськими військами. Командир полку Б. Тищев купив будинок у кримського татарина, що втік до Османської імперії, й влаштував там полкову церкву. Після відходу військ храм деякий час залишався пустим.
У 1786 році правитель губернії В. Каховський надав розпорядження зробити іконостас. Тоді в храмі поновилися богослужіння.
26 травня 1787 році в цьому храмі молилася російська імператриця Катерина ІІ, що перебувала в Сімферополі проїздом із Бахчисарая до Карасубазару (зараз — Білогірськ). Її здивувала бідність храму, тому наказала вислати з Петербурга церковне начиння. Її наказ було виконано лише в 1794 році.
У 1796 році чисельність прочан храму становила 1119. Із часом він перестав вміщати усіх бажаючих відвідати богослужіння. Тоді мешканці Сімферополя звернулися до Новоросійського архієпископа Афанасія із проханням створити храм Святих Петра і Павла в місті.
Храм Костянтина та Олени увійшов до комплексу маєтку генерала В. Попова. До храму був добудований одноповерховий будинок, біля якого розміщувалася дзвіниця. Храм було оформлено елементами русько-візантійського стилю.
Онук генерала-майора, Юрій Васильович Попов, провів реконструкцію храму. Було збудовано нову дзвіницю, змінився декор будівлі. З'явилися елементи, характерні для російської храмової архітектури XVIII століття.
У 1914 році храм обслуговував піхотний полк.
У 1917 році храм приєднали до Петро-Павловського собору. У 1929 будівлю передали під аероклуб. Верхній поверх дзвіниці зруйнували, церковне начиння було передано до Свято-Троїцької церкви.
У 1990-х роках від храму залишалися тільки арки, проте храм було відновлено.

## Галерея

Фрагмент храму (фотографія 1996 року)
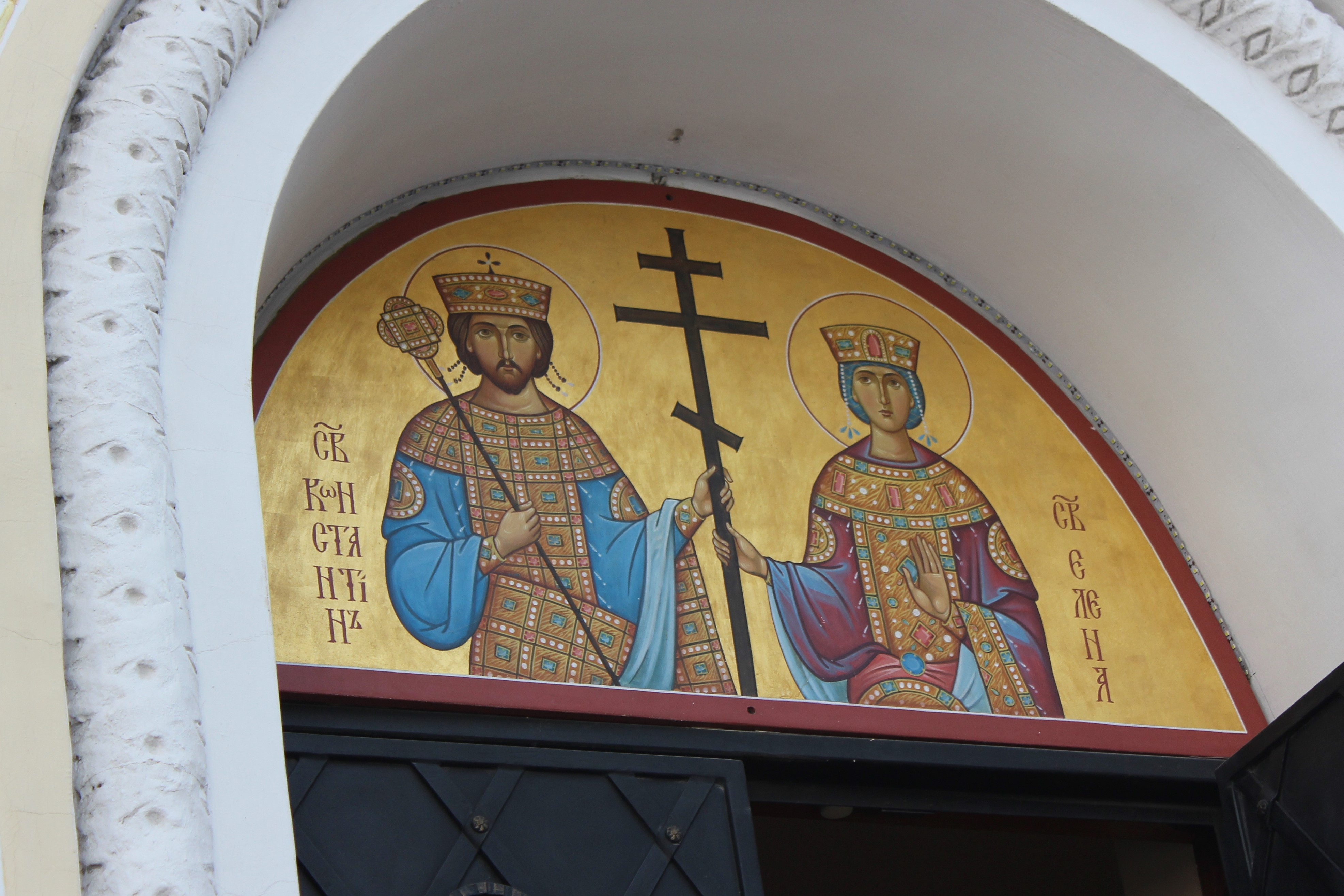

## Джерело
- Надія Проскуріна «Православні святині Криму. Храми Сімферополя», Сімферополь, 1997 (рос.)